# Defrosted Part II - Unplugged Tour
Il Defrosted Part II - Unplugged Tour è il tredicesimo tour del gruppo musicale hard rock svizzero Gotthard che è iniziato l'8 marzo 2018 a Burglengenfeld ed è terminato il 22 novembre 2019 a Bienne.
 
Si tratta della seconda parte della tournée acustica che nel 1997 ha riscosso un enorme successo, permettendo la realizzazione dell'album live D-Frosted che è divenuto rapidamente doppio disco di platino e portando il gruppo in giro in tutta Europa per 2 anni.

## Storia
Le prime date vengono rivelate tramite una newsletter il 24 ottobre 2017. Si tratta delle date relative alla prima parte del tour che si svolgeranno nei vari club.
Li altri concerti vengono resi noti nei mesi successivi. La presenza al festival Stars in Town, la stessa sera dei Nightwish, viene resa nota il 20 dicembre 2017.
Il 16 gennaio 2018 viene annunciato che Eric Martin, cantante dei Mr. Big, sarà l'artista di apertura delle date nei club previste in marzo .
L'ultima data resa nota il 5 marzo 2018 è la partecipazione al festival Summer Stage a Basilea. Lo stesso giorno viene anche annunciato che i biglietti per 5 concerti sono già esauriti.
Il 22 marzo 2018 viene confermata la partecipazione al Riverside Open Air di Aarburg. Alcuni giorni più tardi viene annunciata la data al festival Castle On Air a Bellinzona.
A metà aprile 2018 viene svelata l'unica data non acustica che avrà luogo presso l'open air Rock The King di Buchenberg mentre il 7 maggio 2018 è stata annunciata la partecipazione al festival Le Chant du Gros a Le Noirmont.
Il 13 giugno 2018 vengono rese note 2 ulteriori date: la prima presso la Fifa Fan Fest dei mondiali di calcio a Samara in Russia mentre la seconda come gruppo di apertura del concerto dei Rolling Stones a Praga presso l'aeroporto di Letnany.
Nei mesi successivi sono stati annunciati alcuni concerti europei per il 2019.
La data del 4 aprile 2019 presso il Rock City Stockholm è stata cancellata dagli organizzatori del festival a causa dei pochi biglietti venduti.

## Artisti di apertura
- Eric Martin - (Germania e Svizzera)[1]

## Concerti[15][16]
| Data                | Città                | Stato               | Luogo                     | Artisti d'apertura  |                     |                     |
| Leg 1 — Europa 2018 | Leg 1 — Europa 2018  | Leg 1 — Europa 2018 | Leg 1 — Europa 2018       | Leg 1 — Europa 2018 | Leg 1 — Europa 2018 | Leg 1 — Europa 2018 |
| ------------------- | -------------------- | ------------------- | ------------------------- | ------------------- | ------------------- | ------------------- |
| 8 marzo 2018        | Burglengenfeld       | Germania            | VAZ                       | Eric Martin         |                     |                     |
| 9 marzo 2018        | Memmingen            | Germania            | Kaminwerk                 | Eric Martin         |                     |                     |
| 11 marzo 2018       | Monaco di Baviera    | Germania            | Tonhalle                  | Eric Martin         |                     |                     |
| 12 marzo 2018       | Francoforte sul Meno | Germania            | Batschkapp                | Eric Martin         |                     |                     |
| 13 marzo 2018       | Norimberga           | Germania            | Löwensaal                 | Eric Martin         |                     |                     |
| 15 marzo 2018       | Soletta              | Svizzera            | Kofmehl                   | Eric Martin         |                     |                     |
| 16 marzo 2018       | Berna                | Svizzera            | Bierhübeli                | Eric Martin         |                     |                     |
| 18 marzo 2018       | Bochum               | Germania            | Zeche                     | Eric Martin         |                     |                     |
| 19 marzo 2018       | Amburgo              | Germania            | Markthalle                | Eric Martin         |                     |                     |
| 20 marzo 2018       | Brema                | Germania            | Schlachthof               | Eric Martin         |                     |                     |
| 22 marzo 2018       | Stoccarda            | Germania            | LKA                       | Eric Martin         |                     |                     |
| 23 marzo 2018       | Sciaffusa            | Svizzera            | Kammgarn                  | Eric Martin         |                     |                     |
| 24 marzo 2018       | Pratteln             | Svizzera            | Z7                        | Eric Martin         |                     |                     |
| 26 marzo 2018       | Zurigo               | Svizzera            | Komplex                   | Eric Martin         |                     |                     |
| 27 marzo 2018       | Lucerna              | Svizzera            | Schüür                    | Eric Martin         |                     |                     |
| 28 marzo 2018       | Losanna              | Svizzera            | Sale Metropole            | Eric Martin         |                     |                     |
| 8 giugno 2018       | Bad Rappenau         | Germania            | Blacksheep Festival       | N.D.                |                     |                     |
| 21 giugno 2018      | Samara               | Russia              | Fifa Fan Fest             | N.D.                |                     |                     |
| 4 luglio 2018       | Praga                | Rep. Ceca           | Aeroporto di Letnany      | N.D.                |                     |                     |
| 7 luglio 2018       | Tuttlingen           | Germania            | Honberg Sommer            | N.D.                |                     |                     |
| 14 luglio 2018      | Basilea              | Svizzera            | Summer Stage              | N.D.                |                     |                     |
| 28 luglio 2018      | Buchenberg           | Germania            | Rock The King             | N.D.                |                     |                     |
| 29 luglio 2018      | Bellinzona           | Svizzera            | Castle On Air             | N.D.                |                     |                     |
| 7 agosto 2018       | Sciaffusa            | Svizzera            | Stars In Town             | N.D.                |                     |                     |
| 23 agosto 2018      | Glarona              | Svizzera            | Sound of Glarus           | N.D.                |                     |                     |
| 24 agosto 2018      | Arbon                | Svizzera            | Summerdays                | N.D.                |                     |                     |
| 25 agosto 2018      | Spiez                | Svizzera            | Seaside                   | N.D.                |                     |                     |
| 2 settembre 2018    | Aarburg              | Svizzera            | Riverside Open Air        | N.D.                |                     |                     |
| 6 settembre 2018    | Noirmont             | Svizzera            | Festival Le Chant du Gros | N.D.                |                     |                     |
| Leg 2 — Europa 2019 |                      |                     |                           |                     |                     |                     |
| 2 giugno 2019       | Trezzo sull'Adda     | Italia              | MetalItalia Festival      | N.D.                |                     |                     |
| 21 giugno 2019      | Hinwil               | Svizzera            | Rock the Ring Festival    | N.D.                |                     |                     |
| 13 luglio 2019      | Sion                 | Svizzera            | Sion Sous les Etoiles     | N.D.                |                     |                     |
| 27 luglio 2019      | Etziken              | Svizzera            | Etziken Open Air          | N.D.                |                     |                     |
| 3 agosto 2019       | Enderndorf           | Germania            | Lieder AM See             | N.D.                |                     |                     |
| 15 agosto 2019      | Rottweil             | Germania            | Kraftwerk                 | N.D.                |                     |                     |
| 17 agosto 2019      | Biberach an der Riß  | Germania            | Marktplatz Biberach       | N.D.                |                     |                     |
| 24 agosto 2019      | Lucerna              | Svizzera            | Pilatus on the Rocks      | N.D.                |                     |                     |
| 28 agosto 2019      | Gießen               | Germania            | Giessener Kultur Sommer   | N.D.                |                     |                     |
| 7 settembre 2019    | Duisburg             | Germania            | Theater Duisburg          | N.D.                |                     |                     |
| 22 novembre 2019    | Bienne               | Svizzera            | Kongresshaus Biel         | N.D.                |                     |                     |

## Scaletta concerti[17]

### Leg 1
1. Miss Me
2. Out on My Own
3. Bang!
4. Sweet Little Rock 'n' Roller
5. Beautiful
6. Feel What I Feel
7. Hush (cover di Joe South)
8. Remember It's Me
9. Stay with Me
10. Tequila Symphony No. 5
11. Mountain Mama
12. Why
13. C'est La Vie
14. One Life, One Soul
15. Tell Me
16. Starlight
17. Sister Moon
18. Right On
19. Lift U Up

Encore:
1. Heaven
2. Anytime Anywhere
3. Smoke on the Water (cover dei Deep Purple)

### Leg 2
1. Miss Me
2. Out on My Own
3. Bang!
4. Sweet Little Rock 'n' Roller
5. Feel What I Feel
6. Mountain Mama
7. Hush (cover di Joe South)
8. Remember It's Me
9. Stay with Me
10. Tequila Symphony No. 5
11. C'est La Vie
12. One Life, One Soul
13. Heaven
14. Starlight
15. Sister Moon
16. Right On
17. Lift U Up

Encore: 
1. Anytime Anywhere
2. Smoke on the Water (cover dei Deep Purple)
3. Bye Bye Caroline

## Formazione
- Nic Maeder – voce
- Leo Leoni – chitarre
- Freddy Scherer – chitarre
- Marc Lynn – basso
- Hena Habegger – batteria

### Altri musicisti
- Ernesto Ghezzi – tastiere
- Andy Pupato – percussioni
- Barbara Comi e Maram El Dsoki - cori
- Daniel Löble - batteria